# Krunoslav Jurčić
Krunoslav „Kruno“ Jurčić (* 26. November 1969 in Ljubuški) ist ein ehemaliger kroatischer Fußballspieler und aktueller -trainer.

## Karriere

### Verein
Jurčić begann seine Profikarriere 1988 bei Dinamo Zagreb. Nach drei Jahren verließ er diesen Klub und spielte nachfolgend für die Vereine Inter Zaprešić und NK Istra Pula. Mit Zaprešić holte er in der Saison 1991/92 den kroatischen Pokal. Zur Saison 1995/96 setzte er mit seinem Wechsel zum belgischen Verein KSK Beveren seine Karriere im Ausland fort. Bereits nach einer Spielzeit im Ausland kehrte er 1996 nach Kroatien zurück und heuerte bei seinem ersten Klub Dinamo Zagreb an. Im Gegensatz zu seiner ersten Beschäftigung bei Dinamo eroberte er sich schnell einen Stammplatz und stieg zum Leitungsträger auf. So wurde er mit seinem Verein viermal in Folge kroatischer Meister und zweimal in Folge kroatischer Pokalsieger. Durch die Liga- und Pokaltitel in den Spielzeiten 1996/97 und 1997/98 gehörte er auch jener Mannschaft an die zwei Mal in Folge das kroatische Double holen konnte.
Zur Saison 1999/00 wechselte Jurčić erneut ins Ausland und wurde dieses Mal vom FC Turin verpflichtet. Hier spielte er zwei Spielzeiten lang als Ergänzungsspieler und wechselte dann zum Ligarivalen Sampdoria Genua.
In der Sommertransferperiode 2002/03 kehrte er mit seinem Wechsel zu NK Slaven Belupo Koprivnica nach Kroatien zurück. Hier spielte er zwei Spielzeiten lang und beendete dann im Sommer 2004 seine Karriere.

### Nationalmannschaft
Jurčić startete seine Nationalmannschaftskarriere 1997 mit 29 Jahren bei der kroatischen Nationalmannschaft. Mit der Nationalmannschaft nahm er an der Fußball-Weltmeisterschaft 1998 teil und erreichte mit ihr den 3. Platz und damit ihren bis dato größten Erfolg.
In den nachfolgenden drei Jahren spielte er dann insgesamt 21 Mal für die A-Auswahl seines Landes. Zudem absolvierte er 1999 eine Partie für die B-Auswahl Kroatiens.

## Trainerkarriere
Jurčić begann seine Trainerkarriere 2005 als Cheftrainer bei NK Istra 1961. Mit diesem Verein beendete er die Saison auf dem 6. Tabellenplatz und bescherte ihm die bis dato besten Erstligaplatzierung der Vereinshistorie. Nach dieser Leistung wurde er 2007 bei seinem letzten Verein als Spieler, bei NK Slaven Belupo Koprivnica, als Cheftrainer eingestellt. Diesen Verein führte er zum Saisonende zur Vizemeisterschaft und damit ebenfalls zur bis dato besten Erstligaplatzierung ihrer Vereinshistorie.
Im März 2009 stellte ihn sein früherer Verein Dinamo Zagreb als Cheftrainer ein. Jurčić führte den Verein zum Saisonende sowohl zur kroatischen Meisterschaft als auch zum Kroatischen Pokalsieg und damit auch zum kroatischen Doublegewinn. Damit gelang ihm dieser Erfolg sowohl als Spieler als auch als Trainer. In der nachfolgenden Spielzeit gelang ihm zwar die Titelverteidigung in der Meisterschaft, jedoch wurde sein Vertrag zum Saisonende nicht verlängert.
Jurčić blieb bis zum März 2011 ohne Beschäftigung und übernahm bis zum Saisonende NK Lokomotiva Zagreb. Zur neuen Saison wurde er erneut dann Cheftrainer von Dinamo Zagreb und betreute ihn bis zur Winterpause. Im Anschluss an die Europameisterschaft 2012 begann Jurčić bei der kroatischen Nationalmannschaft als Co-Trainer zu arbeiten und assistierte dabei dem Nationaltrainer Igor Štimac.
Bereits im November 2012 kehrte er zu Dinamo Zagreb als Cheftrainer zurück und ersetzte dabei Ante Čačić. Zum Saisonende führte er den Klub erneut zur kroatischen Meisterschaft und obendrein auch zum kroatischen Supercup-Sieg. Nachdem sein Verein aber in den Play-offs der Champions League gegen FK Austria Wien ausgeschieden war, wurde Jurčić entlassen.
Nach der Entlassung bei Dinamo Zagreb übernahm Jurčić den amtierenden slowenischen Meister NK Maribor.
Im Sommer 2016 übernahm er aus der türkischen Süper Lig den Aufsteiger Adanaspor. Im Dezember 2016 verließ er diesen Verein wieder.

## Erfolge

### Als Spieler
Mit Inter Zaprešić
- Kroatischer Pokalsieger: 1991/92

Mit Dinamo Zagreb
- Kroatischer Meister: 1996/97, 1997/98, 1998/99, 1999/2000
- Kroatischer Pokalsieger: 1996/97, 1997/98

### Als Trainer
Mit Dinamo Zagreb
- Kroatischer Meister: 2008/09, 2009/10, 2012/13
- Kroatischer Pokalsieger: 2008/09
- Kroatischer Supercup-Sieger: 2013

Mit der kroatischen Nationalmannschaft
- Dritter der Weltmeisterschaft: 1998